# BCS賞
BCS賞（日语：／），或稱「建築業協會賞」，是一般社團法人日本建設業聯合會表揚日本國內優秀建築作品的獎項。BCS為建築業協會（Building Contractors Society）的簡稱。

## 概要

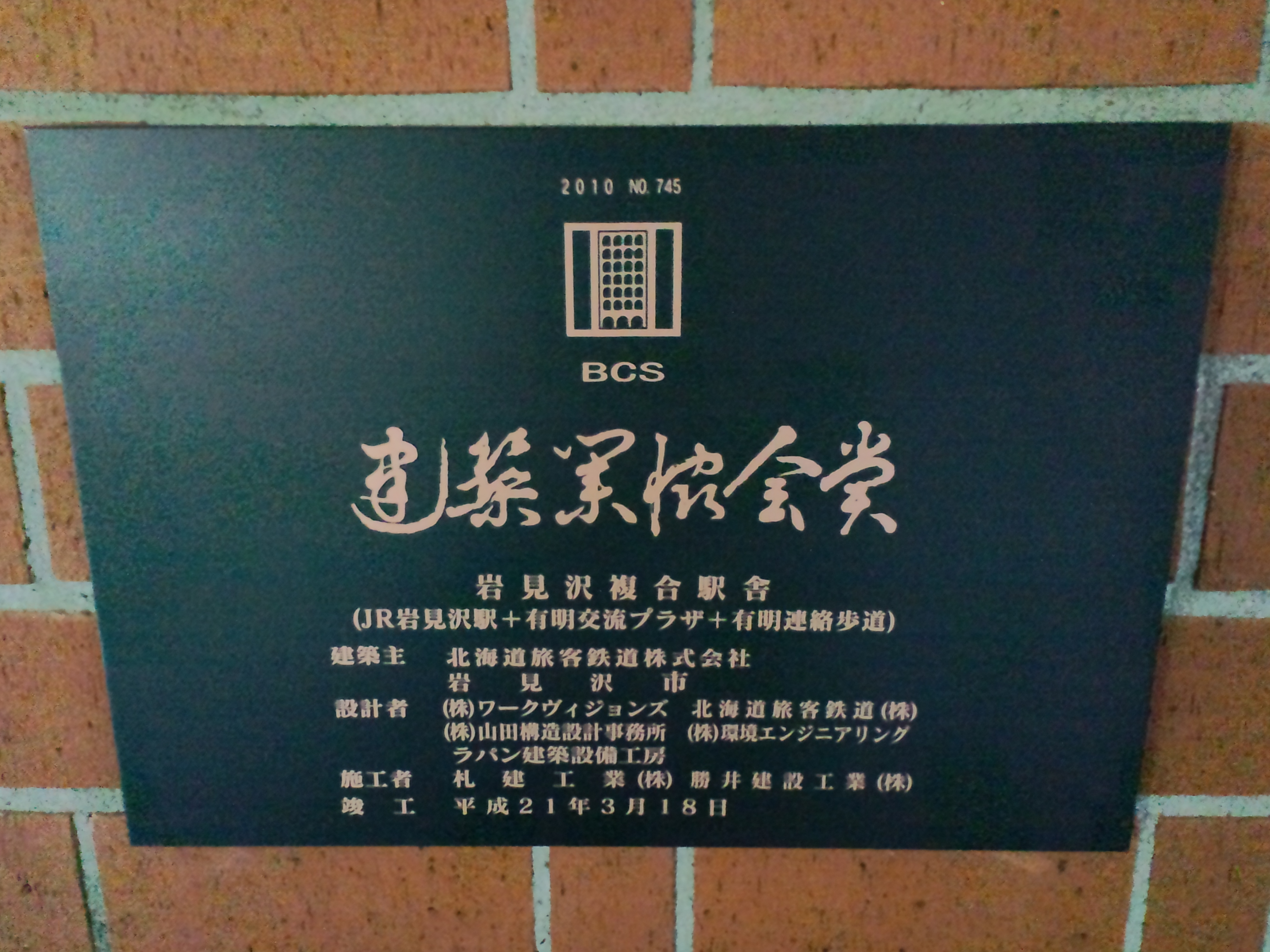
得獎紀念銘版（岩見澤複合站舍）

1960年（昭和35年）建築業協會初代理事長竹中藤右衛門以「打造優秀的建築物不只在設計上，建築主的理解與其施工者的施工技術也是非常重要」的理念所成立之獎項。
日本國內建築物啟用1年後成為評選對象，由學者、承建商等評選委員選出得獎作品。每年選出10～20件，至2011年（平成23年）為止的得獎作品總數達832件（其中特別賞62件）。
表彰對象為得獎作品的建築主、設計者、施工者三者。
2011年（平成23年）4月1日，建築業協會與日本建設業團體聯合會、日本土木工業協會合併為日本建設業聯合會，獎項名稱與表揚活動仍繼續舉行。

## 主要得獎建築物

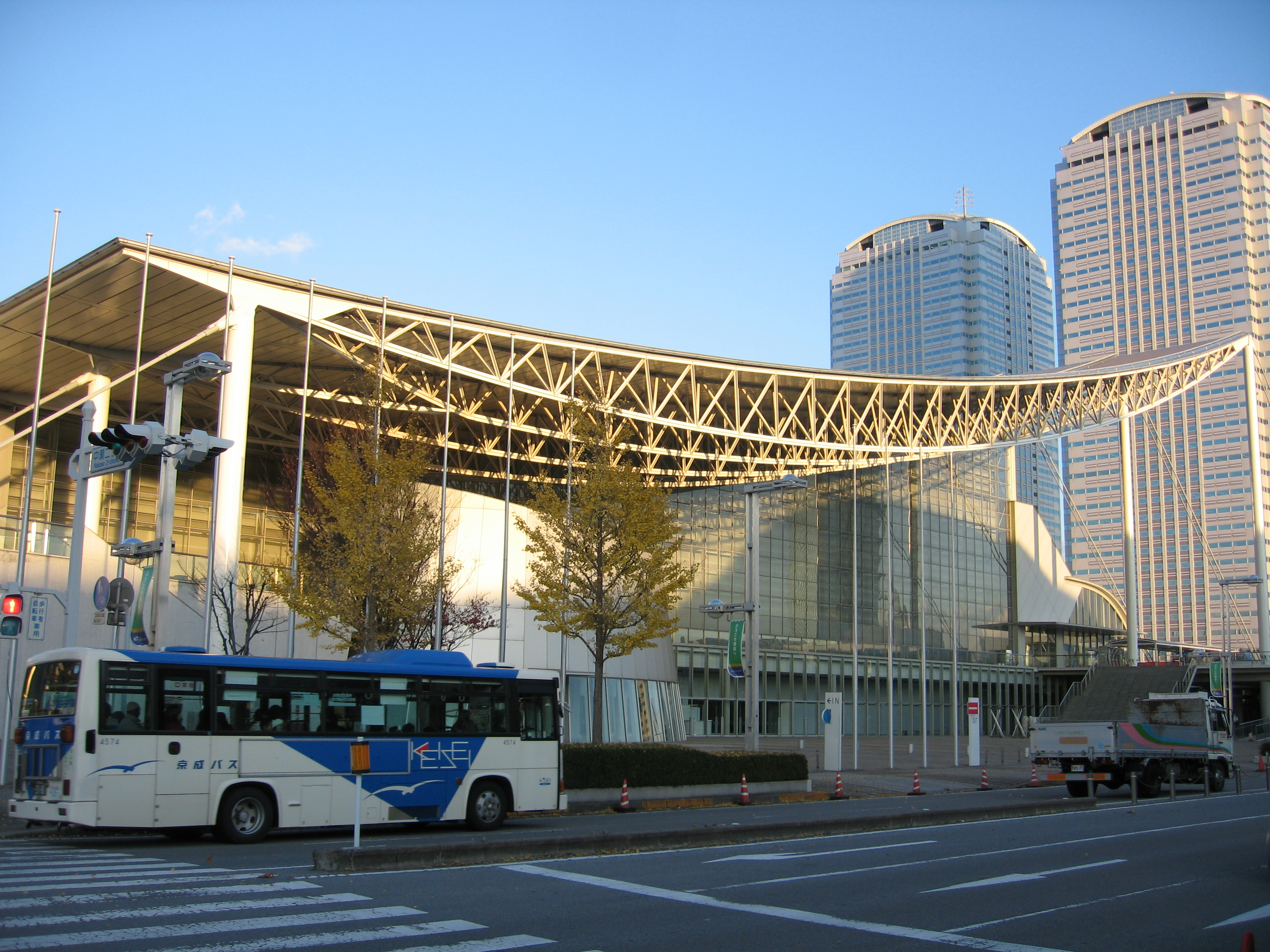
幕張展覽館

行政機關
- 香川縣廳舍（日语：香川県庁舎）
- 北海道廳舍（日语：北海道庁舎）
- 徳島縣廳舍（日语：徳島県庁舎）
- 岐阜縣廳舍（日语：岐阜県庁舎）
- 東京都廳舍
- 沖縄縣廳舍（日语：沖縄県庁舎）
- 茨城縣廳舍（日语：茨城県庁舎）
- 仙台市廳舍（日语：仙台市役所）
- 橫濱市廳舍
- 大阪市廳舍
- 前橋市廳舍（日语：前橋市役所）
- 高槻市廳舍
- 神戶稅關本關

博物館、美術館、圖書館
- 國立歷史民俗博物館
- MOA美術館
- 長崎原爆資料館
- 國立新美術館
- 金澤21世紀美術館
- 東京都現代美術館
- 新潟市美術館（日语：新潟市美術館）
- 栗田美術館（日语：栗田美術館）
- 萩博物館

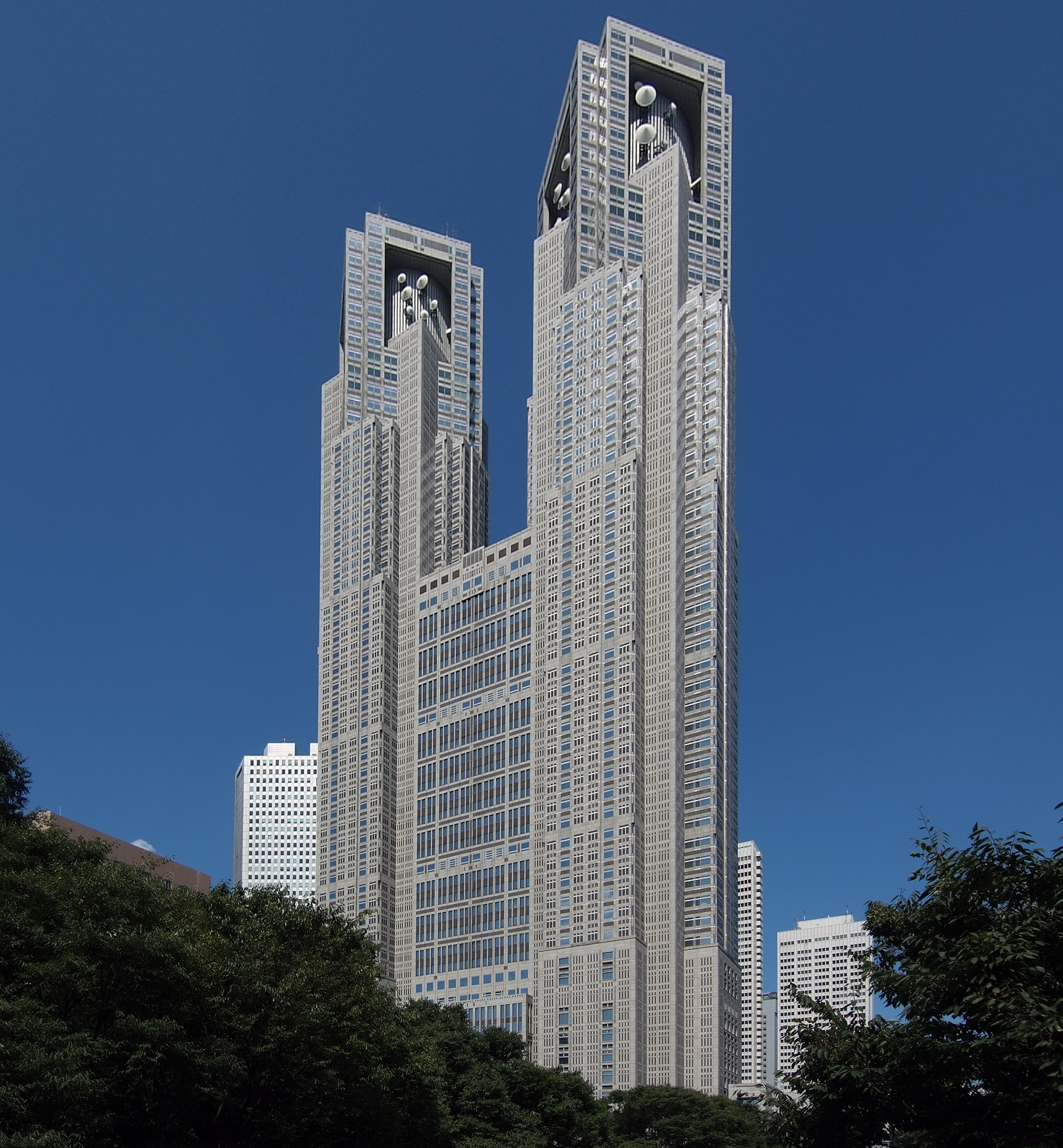
東京都廳舍

- 島根縣藝術文化中心 Grand Toit（日语：島根県芸術文化センター グラントワ）
- 兵庫県立美術館
- 國際兒童圖書館(第45回)
- POLA美術館(第45回)
- 鈴木大拙館(第56回)

會廳、展覽中心
- 國立劇場
- NHK大廳
- 橫濱體育館
- 幕張展覽館
- 國立京都國際會館
- 東京國際展示場
- 東京國際論壇(第39回)
- 大阪市中央公會堂(第45回)
- INTEX OSAKA（日语：大阪国際見本市会場）
- 交響音樂廳（日语：ザ・シンフォニーホール）
- 兵庫縣立藝術文化中心（日语：兵庫県立芸術文化センター）
- 山口Kirara博紀念公園多目的巨蛋（日语：山口きらら博記念公園多目的ドーム）

體育設施
- 國技館（日语：国技館）（兩國國技館）
- 東京巨蛋
- 福岡巨蛋
- 阪神競馬場、東京競馬場展台
- 橫濱球場

摩天大樓
- 霞關大廈
- KDD大廈（日语：KDDビル）
- 新宿中心大厦
- 池袋陽光城
- 新宿NS大厦
- 橫濱地標大廈
- NADYA PARK（日语：ナディアパーク）
- TWIN21（日语：TWIN21）
- 赤坂媒體大廈(第4回)
- 電通總部大廈(第45回)
- 丸之內大廈(第45回)
- 東京產經大廈(第45回)
- 泉花園大廈(第45回)
- 新丸之內大廈(第50回)
- JR中央大廈
- 损保日本兴亚总部大楼
- 梅田藍天大廈

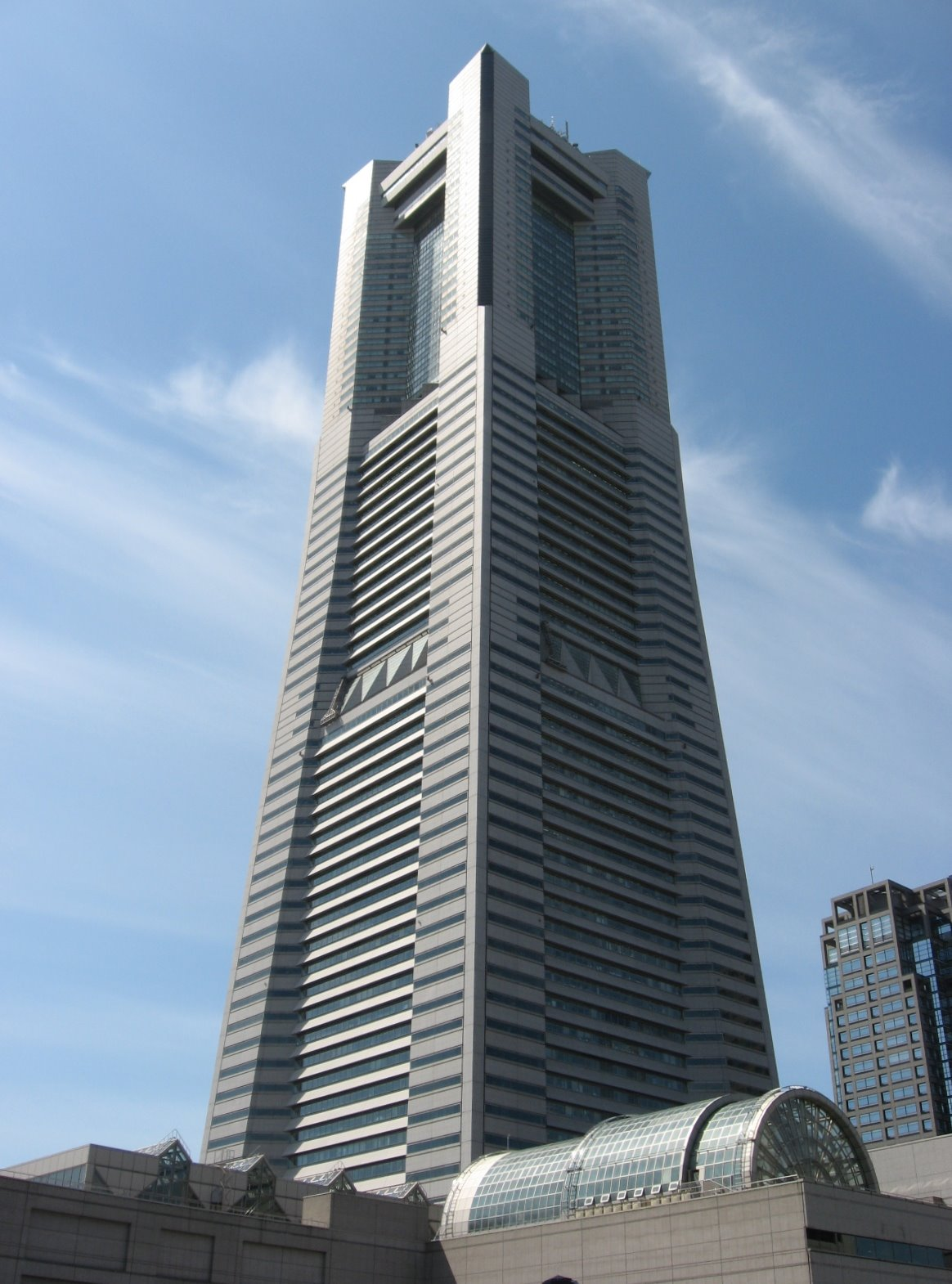
橫濱地標大廈

- 代代木講座本部校代代木講座塔（日语：代々木ゼミナール本部校代ゼミタワー）
- 阿倍野Harukas(第56回)
- JP塔(第56回)

交通
- 大棧橋(第45回)
- 上州富岡站(第56回)

飯店
- 東京皇宮飯店(第4回)
- 京王廣場大飯店
- 大津王子大飯店
- 大阪麗嘉皇家酒店（日语：リーガロイヤルホテル）
- 義大利軒飯店（日语：ホテルイタリア軒）
- 赤坂王子酒店
- 神戶Meriken公園東方飯店（日语：神戸メリケンパークオリエンタルホテル）

大眾媒體
- 日本電波塔
- NHK放送中心
- HBC會館
- 讀賣電視台新社屋
- 日本電視台大廈
- 東京電視台天王洲攝影棚
- 富士電視台灣岸攝影棚
- 讀賣新聞大阪本社（日语：読売新聞大阪本社）
- 日本經濟新聞社大阪本社

其他
- 名古屋城天守閣
- 中京郵便局（日语：中京郵便局）
- 關西國際機場航廈
- 桂離宮御殿
- 平城京朱雀門
- 宇部興產大廈（日语：宇部興産ビル）
- 百十四銀行本店大廈（日语：百十四銀行）
- SEAGAIA
- 淡路夢舞台
- 最高裁判所廳舍
- 京都站大廈
- 岩見澤複合站舍
- 東京中城

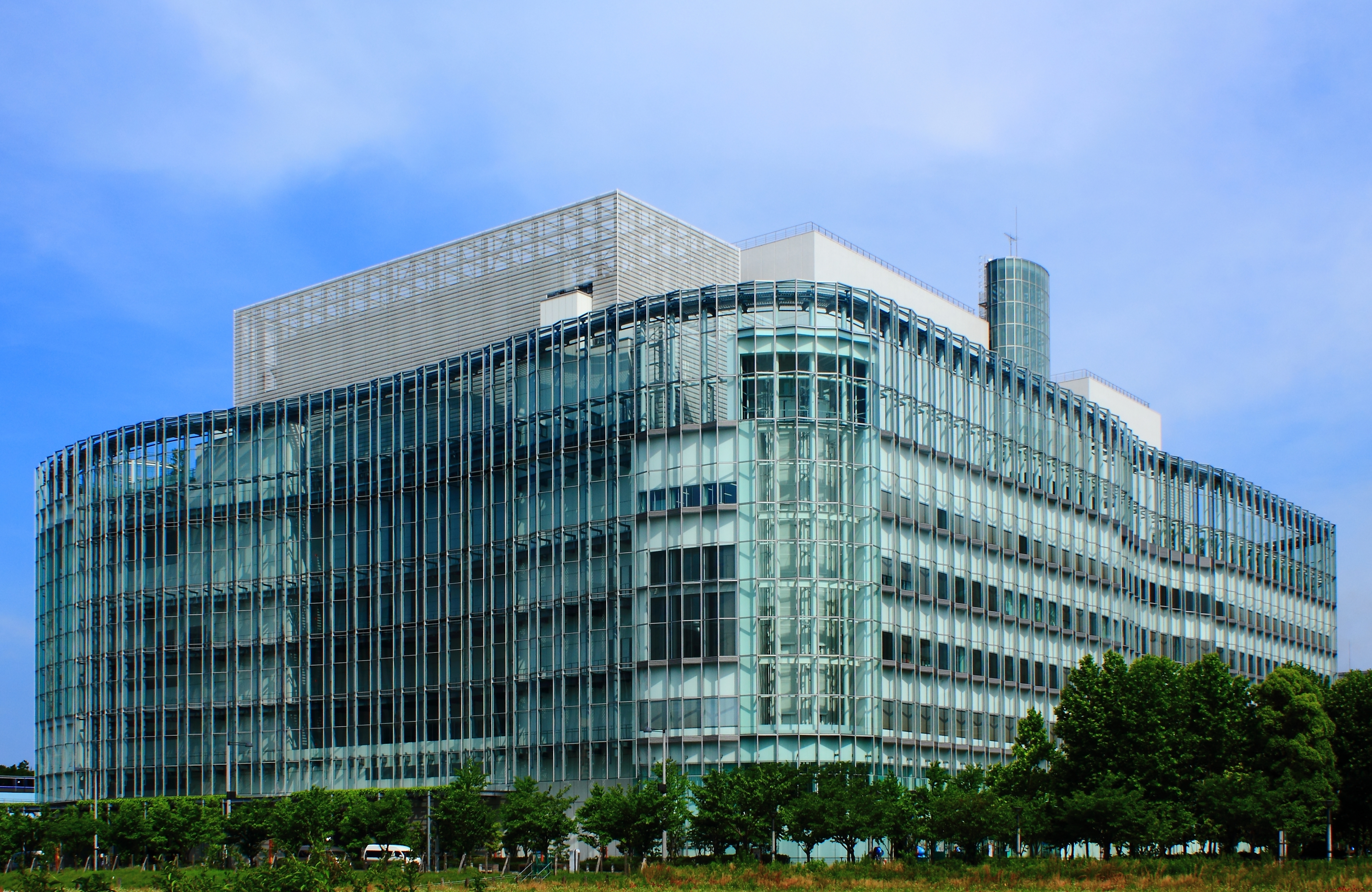
富士電視台灣岸攝影棚

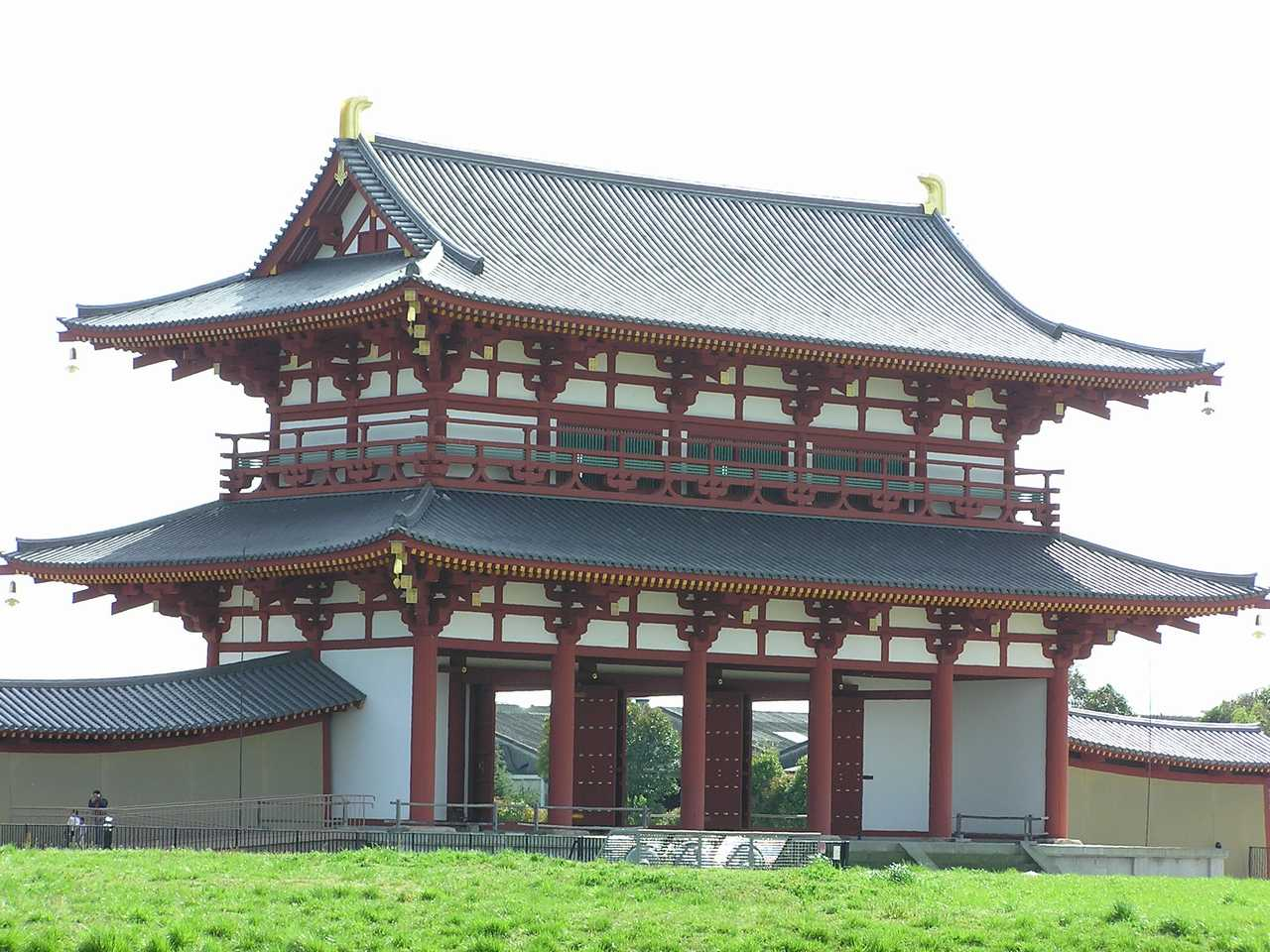
平城京朱雀門

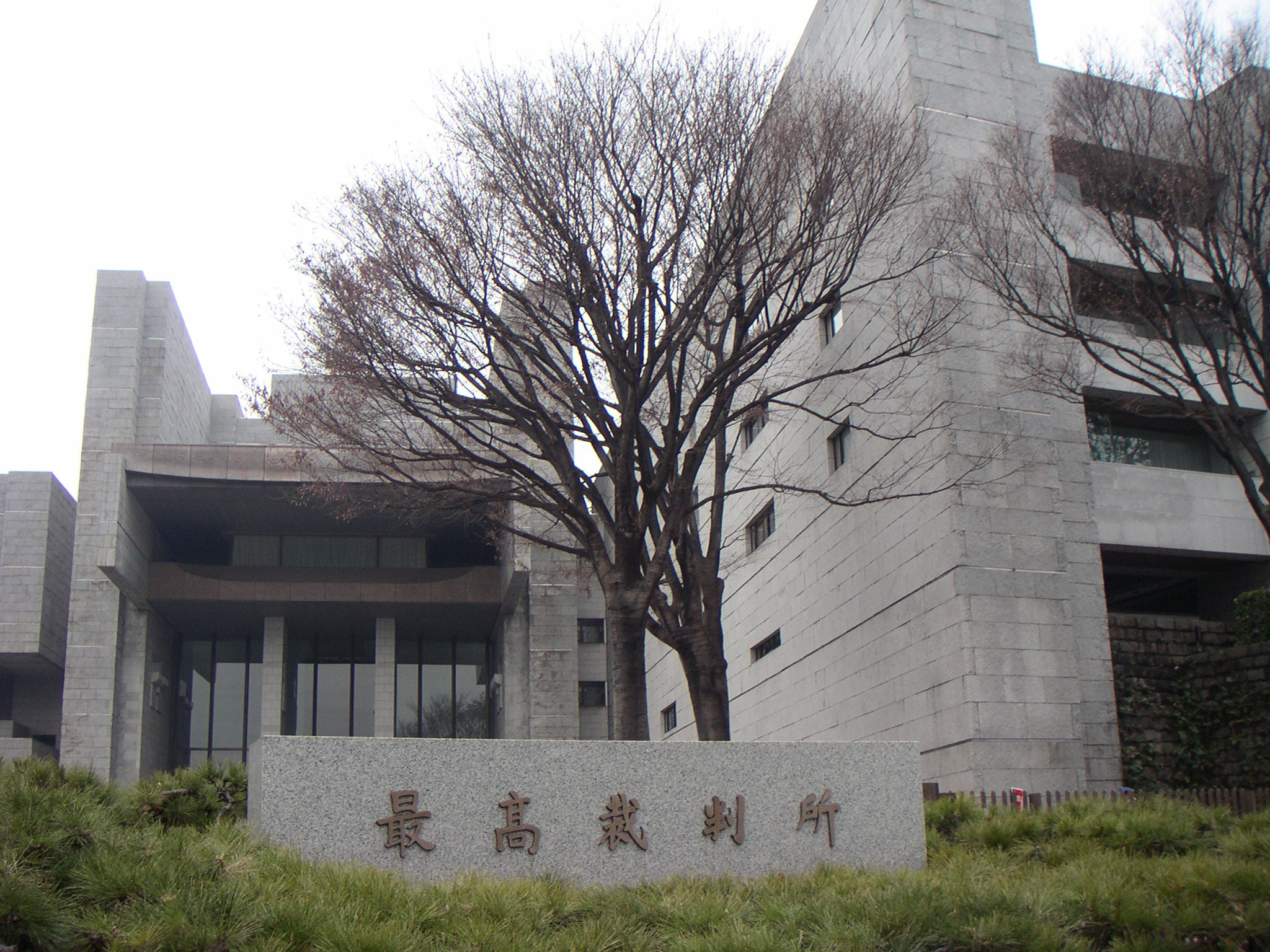
最高裁判所

- 厄除町（おはらい町）、托福橫丁（日语：おかげ横丁）
- 風之丘葬齋場（日语：風の丘葬斎場）
- 神戶市立中央市民醫院（日语：神戸市立医療センター中央市民病院）（現神戶Mariners厚生會醫院）
- 神戶港塔
- 秋田公立美術工藝短期大學(第39回)
- 橫濱紅磚倉庫(第45回)
- 東京都市大學(第45回、第50回)

## 備註
1. ↑  . 日本建設業連合会.   [2014-02-12]. （原始内容存档于2014-02-22）.

## 外部連結
- 日本建設業連合会（BCS賞）（页面存档备份，存于）